# Eurovision: Your Decision
Eurovision: Your Decision war der britische Vorentscheid für den Eurovision Song Contest 2008 in Belgrad (Serbien). Die Show wurde am 1. März 2008 auf BBC One ausgestrahlt. Der Sieger wurde über ein Televoting ermittelt. Ausgewählt für den ESC 2008 wurde Andy Abraham mit dem Titel Even If.

## Format

### Eurovision: Your Decision
Für 2008 wurde als neuer Vorentscheid die Show Eurovision: Your Decision konzipiert, die das Vorgängerformat Eurovision: Making Your Mind Up ersetzte. Die Sendung wurde am 1. März 2008 im Studio 8 des BBC Television Centre in White City, London vor Studiopublikum aufgezeichnet. Moderiert wurde die Sendung von Terry Wogan und Claudia Winkleman. In der Show selbst wurden aus sechs Kandidaten per Televoting und Jury-Entscheidung ein Sieger ermittelt. Insgesamt sahen 5,1 Millionen Zuschauer die Show, was einen Marktanteil von 24 % bedeutete.

### Teilnehmer
Insgesamt wurden drei Kategorien gebildet: Soloists (Solokünstler), Girl Groups (Girlgroups) und Joseph v Maria (Joseph versus Maria). Die Finalisten der letzten Kategorie wurden über die Castingshows Any Dream Will Do und How Do You Solve a Problem like Maria? ausgewählt. Die sechs Künstler wurden am 18. Februar 2008 bekannt gegeben. Previews der Songs wurden zwischen  dem 26. und dem 28. Februar in The One Show auf BBC One vorgestellt.
| Künstler         | Lied                | Songwriter                                                                 | Kategorie      |
| ---------------- | ------------------- | -------------------------------------------------------------------------- | -------------- |
| Andy Abraham     | Even If             | Andy Abraham, Paul Wilson, Andy Watkins Soloists                           | Soloist        |
| LoveShy          | Mr. Gorgeous        | Oscar Görres, Teresia Bjarneby, Aimee Kearsley, Emma Beard                 | Girl groups    |
| Michelle Gayle   | Woo (U Make Me)     | Michelle Gayle, Morten Schjolin, Rashelle Davies                           | Soloists       |
| Rob McVeigh      | I Owe It All to You | Paul Barry, Mark Read                                                      | Joseph v Maria |
| Simona Armstrong | Changes             | Simon Ellis, Emma McGettrick, Mari Loretzen, Eleanor Wilson, Caroline Reed | Joseph v Maria |
| The Revelations  | It's You            | Adam Howorth                                                               | Girl groups    |

## Showablauf

### Erste Runde
Die Gewinner der ersten Runde wurden durch Juryentscheidung bestimmt. Letztere bestand aus Schauspieler und Sänger  John Barrowman, Moderator Terry Wogan und Carrie Grant (ehemaliges Mitglied von Sweet Dreams, die 1983 beim ESC für Großbritannien antraten). Die Jury ließ The Revelations, Rob McVeigh und Michelle Gayle weiterkommen. Wogan durfte zudem eine Wildcard wählen. Er entschied sich für Andy Abraham, der damit ebenfalls in die zweite Runde kam.
| Nr. | Kategorie      | Name             | Song                | Juryvotum    | Juryvotum | Juryvotum | Punkte | Resultat      |
| Nr. | Kategorie      | Name             | Song                | J. Barrowman | C. Grant  | T. Wogan  | Punkte | Resultat      |
| --- | -------------- | ---------------- | ------------------- | ------------ | --------- | --------- | ------ | ------------- |
| 1   | Girl Groups    | LoveShy          | Mr. Gorgeous        |              |           |           | 0      | Eliminiert    |
| 2   | Girl Groups    | The Revelations  | It's You            | X            | X         |           | 2      | Nächste Runde |
| 3   | Joseph v Maria | Rob McVeigh      | I Owe It All to You |              |           |           | 0      | Eliminiert    |
| 4   | Joseph v Maria | Simona Armstrong | Changes             | X            | X         | X         | 3      | Nächste Runde |
| 5   | Soloists       | Michelle Gayle   | Woo (U Make Me)     | X            | X         | X         | 3      | Nächste Runde |
| 6   | Soloists       | Andy Abraham     | Even If             |              |           |           | 0      | Wildcard      |

### Zweite Runde
Die zweite Runde wurde per Televoting bestimmt. Hier konnten sich Michelle Gayle und Andy Abraham durchsetzen.
| Nummer | Künstler         | Song            | Result        |
| ------ | ---------------- | --------------- | ------------- |
| 1      | The Revelations  | It's You        | Eliminiert    |
| 2      | Simona Armstrong | Changes         | Eliminiert    |
| 3      | Michelle Gayle   | Woo (U Make Me) | Nächste Runde |
| 4      | Andy Abraham     | Even If         | Nächste Runde |

### Dritte Runde
Auch die Finalrunde wurde per Televoting bestimmt. Andy Abrahams gewann damit den Wettbewerb und durfte damit das Vereinigte Königreich beim Eurovision Song Contest vertreten, wo er letzter wurde.
| Nummer | Künstler       | Song            | Platz |
| ------ | -------------- | --------------- | ----- |
| 1      | Michelle Gayle | Woo (U Make Me) | 2     |
| 2      | Andy Abraham   | Even If         | 1     |